# Vimclip
Vimclip（ヴィムクリップ）は、日本のダンス&ボーカルユニット。NWP所属。レーベルはDANZEN MUSIC。

## 年譜

### 前史
- 2011年、第2回レコチョクオーディションにて、全国5000人を超える応募者の中から選出。
- 2011年9月2日に新木場STUDIO COASTで行われたイベント「JAPANATION×HOUSE NATION」のアリーナステージで新人としては異例のデビューパフォーマンス。
- 2011年9月14日 デジタルシングル「恋心」レコチョクよりリリース。
- 2011年11月29日 デジタルシングル「未来へ」レコチョクよりリリース。
- 2012年6月6日 デジタルシングル「さよなら My Love」レコチョクよりリリース。
- 2012年6月11日 初のワンマンライブ Vimpark Vol.1を渋谷RUIDE K2で開催。
- 2012年6月20日 デジタルシングル「生きる ～Youngster's Paradise～」レコチョクよりリリース。
- 2012年7月4日 デジタルシングル「BA＋BA＋BYE」レコチョクよりリリース。

### 2012年 第一章
- 2012年7月18日、1stミニアルバム「VIMCLIP」で、avex tracksよりメジャーデビュー。
- 2012年8月4日 ワンマンライブ  Vimpark Vol.2 を渋谷ルイードK2で開催。
- 2012年10月10日、DJ TAKURO 脱退
- 2012年11月30日 ワンマンライブ  Vimpark Vol.3 を渋谷ASIAで開催。

### 2013年 第二章
- 2013年1月1日、クラウンレコードに移籍。新レーベルDANZEN MUSIC発足
- 2013年2月5日、デジタルシングル「PIECES OF A DREAM（CHEMISTRY楽曲のリメイクカバー」リリース
- 2013年3月5日、デジタルシングル「Beautiful」リリース
- 2013年3月13日、2nd ミニアルバム「VOICE」リリース
- 2013年3月23日 日本最大級のファッション&音楽イベント「Girls Award 2013 SPRING / SUMMER」出演
- 2013年7月17日、3rd ミニアルバム「i」リリース
- 2013年12月3日 デジタルシングル「Love For U」リリース
- 2014年2月18日 デジタルシングル「Brand-New Sky feat. URATA NAOYA（AAA）」リリース
- 2014年3月4日 デジタルシングル「Lover? Friend with May J.」リリース
- 2014年3月12日 1st フルアルバム「Masterpiece」リリース
- 2014年4月7日 TAKE パニック障害をカミングアウト 脱退
- 2014年8月13日 1st CDシングル（新星堂限定シングル）「SEX YOU UP」リリース
- 2015年4月7日、解散を発表した[3][4]。

## メンバー
| 人名              | 担当               | 備考                                     |
| ----------------- | ------------------ | ---------------------------------------- |
| TOMO （トモ）     | リーダー、ボーカル | - 神奈川県川崎市出身。血液型O型          |
| REO （レオ）      | パフォーマー       | - 大阪府出身。血液型：O型                |
| KAZUKI （カズキ） | ボーカル           | - 現在はプラチナムプロダクションに所属。 |
| EIKI （エイキ）   | ボーカル           | - 宮城県出身。血液型：B型                |

旧メンバー
- DJ TAKURO （和田拓郎） 2012/10/10 脱退
- TAKE （青木武憲） 2014/04/07 脱退

## ミュージックビデオ
| 監督       | 曲名                                                |
| 大喜多正毅 | 「Lover? Friend with May J.」                       |
| tatsuaki   | 「Beautiful」「PIECES OF A DREAM」                  |
| 森田一平   | 「My Generation feat.大野雄大、花村想太（Da-iCE）」 |
| 水野正毅   | 「Brand-New Sky feat.URATA NAOYA(AAA)」             |

### 過去
- Vimclip Official Website
- Vimclipオフィシャルブログ（2011年9月 - 2015年5月）